# Julio Cesar Gatti
Julio Cesar "Gato" Gatti RE VGM (Quilmes; 5 de diciembre de 1952) es un Suboficial Mayor retirado de la Armada Argentina. Es reconocido por su participación en la Guerra de Malvinas y ha sido condecorado por la Nación Argentina con la medalla ‘Honor al valor en combate’ por su  actuación en la reconquista del Puerto de Grytviken, durante la toma de las Islas Georgia, el 3 de abril de 1982, a bordo de un Helicóptero Alouette SA316 (3-H-110) piloteado por el TC Guillermo Guerra y el TN Remo Busson.

## Biografía
Julio Gatti nació en la localidad bonaerense de Quilmes el 5 de diciembre de 1952. A pocos días de su nacimiento, su familia se trasladó a la localidad de Los Toldos, donde vivió hasta que a los 17 años cuando ingresó en la Escuela de Suboficiales de la Armada. Egresó en diciembre de 1971, como parte de la promoción 23.
Al graduarse, ingresó en la aviación naval, donde se desempeñó como instrumentalista en el mantenimiento de aeronaves. En 1978, mientras realizaba el Curso de Cabo Principal en la Base Aeronaval Punta Indio, se familiarizó con la vida en las escuadrillas. En 1979, comenzó su carrera en el ámbito de la Primera Escuadrilla Aeronaval de Helicópteros EAH1 y luego fue parte de la escuadrilla EAH2 hasta el año 2004, cuando solicitó su pase a retiro.

## Participación en Malvinas
En febrero de 1982 se embarcó para cumplir con la tercera y última etapa de la Campaña Antártica llevando comandos anfibios y familiares a la base científica Esperanza. Llegaron a las Islas Georgias  el 24 de marzo.
Al día siguiente comenzó a participar en  vuelos de reconocimiento y observación sobre los cuatro puertos de la isla, sobre todo Leith, donde había un grupo de operarios dedicados a chatarrear metales. Se dieron cuenta de que el buque británico HMS Endurance los estaba vigilando porque rondaba las islas controlando los movimientos de la Armada en Leith.
Durante un vuelo junto al TN Remo Omar Busson, Comandante del Alouette, se cruzaron con un helicóptero Wasp inglés de color naranja y azul que estaba detenido. A pocos metros sus tripulantes observaban movimientos en Bahía Paraíso. Gatti se lo informó a Busson, que siguió volando por la ruta establecida para que los británicos no sospecharan que los habían visto.
Se ordenaron más vuelos para relevar puestos en las montañas y se pidió armamento para repeler cualquier amenaza debido a que carecían de elementos para configurar la aeronave en ese sentido. El Alouette tenía capacidad para llevar una ametralladora MAG con afuste, un cañón de 20 mm o el sistema de misiles filo guiados AS-11 y AS-12 pero único que había en el Bahía Paraíso era armamento del personal: un revólver Magnum 44, una escopeta tipo Itaca y una bolsa de cartuchos.
Gatti era uno de los mejores tiradores con ametralladora de la escuadrilla, junto al Teniente Juan José Callisto, por lo que participó en los vuelos de reconocimiento que  sirvieron a los pilotos Busson y al TC Guillermo Guerra para reconocer mejor el terreno. Durante uno de estos vuelos el helicóptero, que estaba por aterrizar para desembarcar al personal, fue alcanzado por fuego de morteros y ametralladoras disparado por tropas británicas, dejando muertos y heridos.
El Teniente 1.º Villagra pudo controlar al helicóptero pero tuvo que efectuar un aterrizaje de emergencia casi sin controles. Gatti, que era mecánico del 3H-110 y tenía el rango de Suboficial 2.º, embarcó a los heridos en el Allouette y se unió a los infantes de marina para repeler el ataque. Cumplió veinte vuelos bajo fuego, volando rasante y repeliendo la avanzada británica.

## Condecoraciones
- 1982: Honor al Valor en Combate (Congreso de la Nación Argentina).[8]
- 1982: Operaciones en Combate.
- 1990: Medalla del Honorable Congreso de la Nación.